# Harold Schneider
Harold Charles Schneider (* 18. Januar 1939 in New Rochelle, New York; † 4. Februar 1994 in Ojai, Kalifornien) war ein US-amerikanischer Filmproduzent.

## Leben und Wirken
Schneider stieß im Jahr 1960 über seinen Vater Abe Schneider, einem ehemaligen Präsidenten der Produktionsfirma Columbia Pictures, ins Filmgeschäft. In diesem Jahrzehnt arbeitete Harold in verschiedenen Positionen, so auch als Regieassistent, an Fernsehserien wie Tennisschläger und Kanonen und Gnadenlose Stadt mit. 1968 wechselte Harold Schneider in die Produktion und stellte als Produktionsleiter (associate producer) eine Reihe von zum Teil viel beachteten Spielfilmen des „New Hollywood“-Kinos her, darunter Robert Altmans „Ein kalter Tag im Park“ und Peter Bogdanovichs „Die letzte Vorstellung“.
Schneider galt auch als Förderer von Jack Nicholson, dessen alleiniges Regie-Debüt „Drive, He Said“ er 1970 gleichfalls mitproduziert hatte. Im selben Jahr stellte Produktionsleiter Schneider Nicholson in „Five Easy Pieces – Ein Mann sucht sich selbst“ erstmals als Star groß heraus. Auch Schneiders letzte Produktion, das Porträt eines Gewerkschaftsbosses „Jimmy Hoffa“, entstand mit Nicholson, der die Titelrolle übernahm. Daneben hat Harold Schneider auch eine Reihe von anderen bemerkenswerten Filmen wie („WarGames – Kriegsspiele“, „In der Glut des Südens“, „Die schwarze Witwe“) hergestellt und mit Mr. Universum Arnold Schwarzenegger 1975 seine erste Filmhauptrolle in einem A-Film ermöglicht. Harold Schneider hat sich auch anderweitig betätigt, er besaß ein Restaurant namens Nora’s Bistro.

## Filmografie
bis 1972 als Produktionsleiter, danach als Produzent
- 1969: Ein kalter Tag im Park (That Cold Day in the Park)
- 1970: Drive, He Said
- 1970: Five Easy Pieces – Ein Mann sucht sich selbst (Five Easy Pieces)
- 1971: Die letzte Vorstellung (The Last Picture Show)
- 1971: Der Zauberer an meiner Seite (A Safe Place)
- 1972: Der König von Marvin Gardens (King of Marvin Gardens)
- 1972: Steelyard Blues / Ganoven auf Abwegen (Steelyard Blues)
- 1976: Mister Universum (Stay Hungry)
- 1977: In der Glut des Südens (Days of Heaven)
- 1978: Der Galgenstrick (Goin’ South)
- 1979: The House of God
- 1981: Entity – Es gibt kein Entrinnen vor dem Unsichtbaren, das uns verfolgt (The Entity)
- 1982: WarGames – Kriegsspiele (War Games)
- 1982: Entity – Es gibt kein Entrinnen vor dem Unsichtbaren, das uns verfolgt (The Entity)
- 1986: Die schwarze Witwe (The Black Widow)
- 1987: Der Mann im Hintergrund (Someone to Watch Over Me)
- 1990: Die Spur führt zurück – The Two Jakes (The Two Jakes)
- 1992: Jimmy Hoffa (Hoffa)